# 信貴山城の戦い
信貴山城の戦い（しぎさんじょうのたたかい）は、天正5年（1577年）10月5日から10月10日にかけて、織田信長に対して謀反を起こした松永久秀の居城信貴山城で行われた攻城戦。別名「松永久秀討伐戦」とも言われている。

## 開戦までの経緯

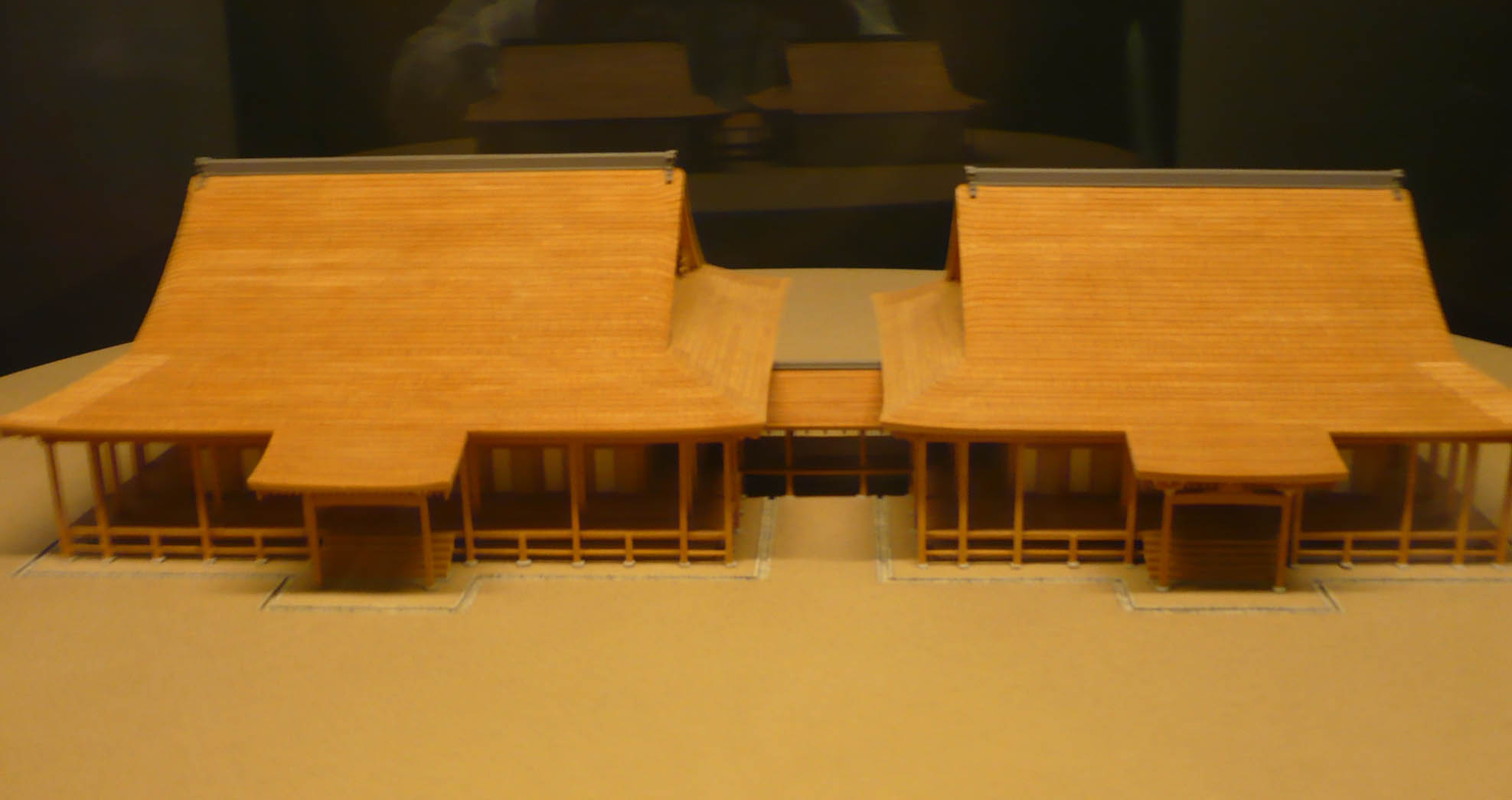
石山本願寺の復興模型

松永久秀は三好長慶の没後は甥の三好義継を擁立し、三好三人衆と三好氏の実権を巡って争ったが、織田信長が上洛するとこれに臣従し、畿内における三人衆との抗争を優位に進め、自身は大和の支配を引き続き任されていた。ところが、室町幕府15代将軍足利義昭が信長と対立し、諸侯に信長討伐を働きかけると義継と共に信長包囲網に加わり、摂津や河内で勢力を振るった。結局この動きは信長に抑えられ義昭は追放、義継は自刃に追い込まれ、久秀は許されたものの、大和の支配権を塙直政に奪われてしまう。
その直政は天正4年（1576年）5月3日、石山合戦で指揮をとるも敗退し討ち取られてしまった。久秀にとって次の守護が誰に決まるのか気になっていたが、信長は久秀の宿敵筒井順慶を守護にすえた。以前の信貴山城の戦いや東大寺大仏殿の戦いでは三好三人衆と対決した相手である。信長の上洛後は両者は同格であったが、守護となったことで立場が変化した。信長としてみれば、久秀は和睦したとはいえ一度裏切っており順慶の守護は当然のことであったが、久秀にとっては当然不服ある措置であり、直後の謀反の大きな原因と考えられている。また、順慶はかつての久秀の支配の重要な拠点であった多聞山城を破却するなど、松永氏の勢力の削減する行動に出たことも、久秀の政治的な危機感を強め、謀反へ向かわせる一因となったと思われる。
天正5年（1577年）8月17日、石山本願寺攻めで詰めていた天王寺砦を焼き払い、息子の松永久通を引き連れ信貴山城に立て篭もった。この時「騎馬三百余其勢八千余人」(『和州諸将軍伝』)とかなりの軍勢だったと思われている。「城名人」、「近世式城郭建築の祖」と呼ばれている久秀は、翌日より信貴山城の補強工事を開始している。
久秀は2つの目算があったと思われている。石山本願寺に立て篭もる顕如、上洛を目指す上杉謙信である。

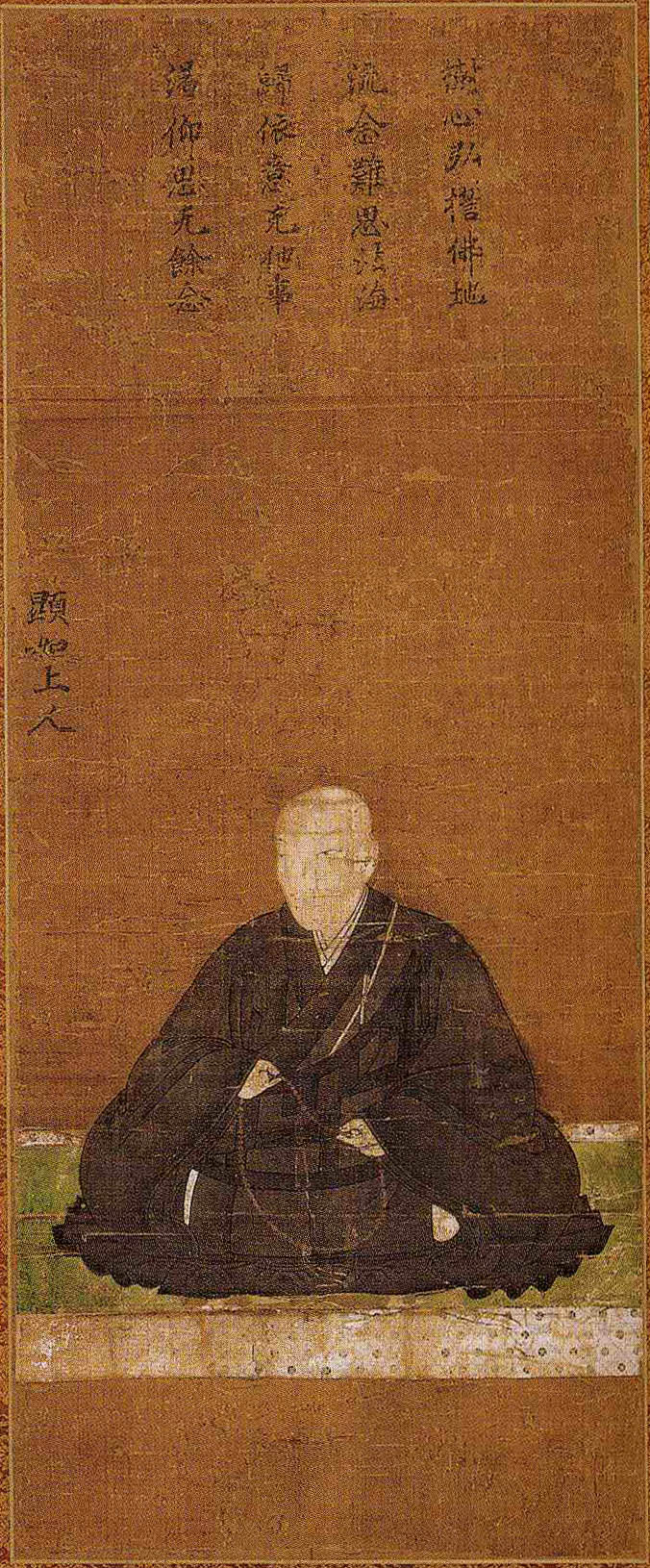
顕如画像
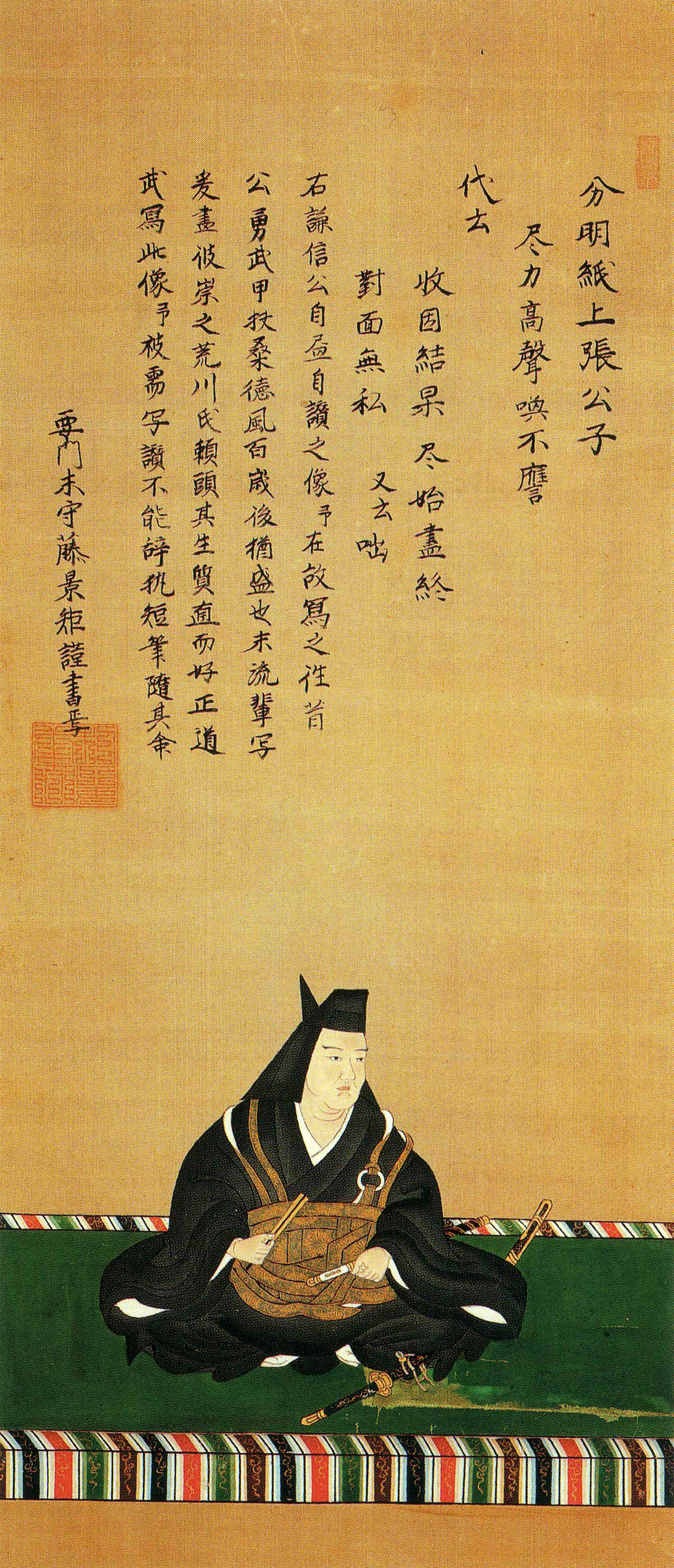
上杉謙信像
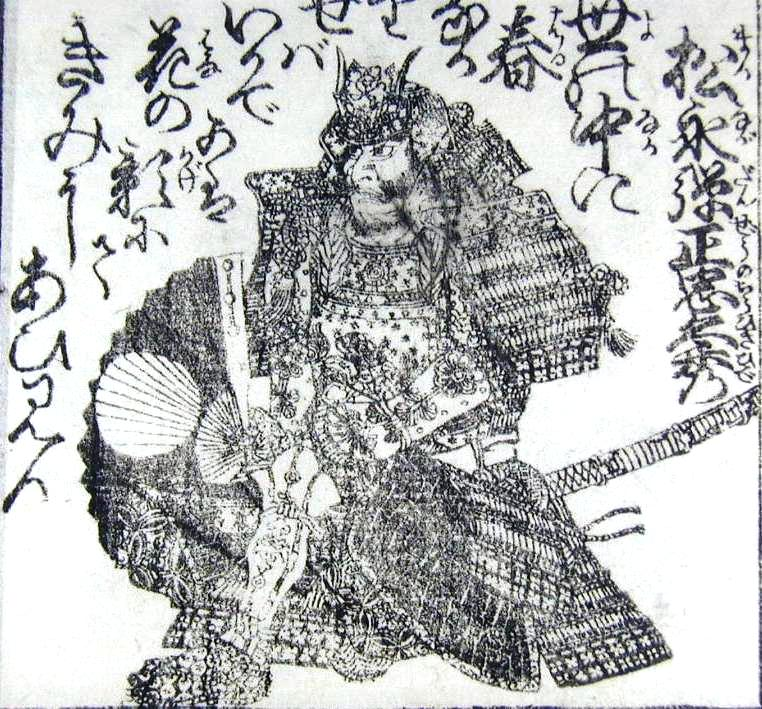
松永久秀像

顕如軍は先の合戦で塙直政を討ち取り、第一次木津川口の戦いで毛利氏から武器、食糧も補給し軍事力は強大、上杉軍は2万の軍を率いて上洛を目指し、顕如の命により加賀一向一揆衆はゲリラ戦法で柴田勝家軍を妨害し、上杉軍を側面から援助している。久秀が単独で信長を倒すことは難しいが、三者はなんらかの密約、繋がりがあった可能性があるのではないかとされている。

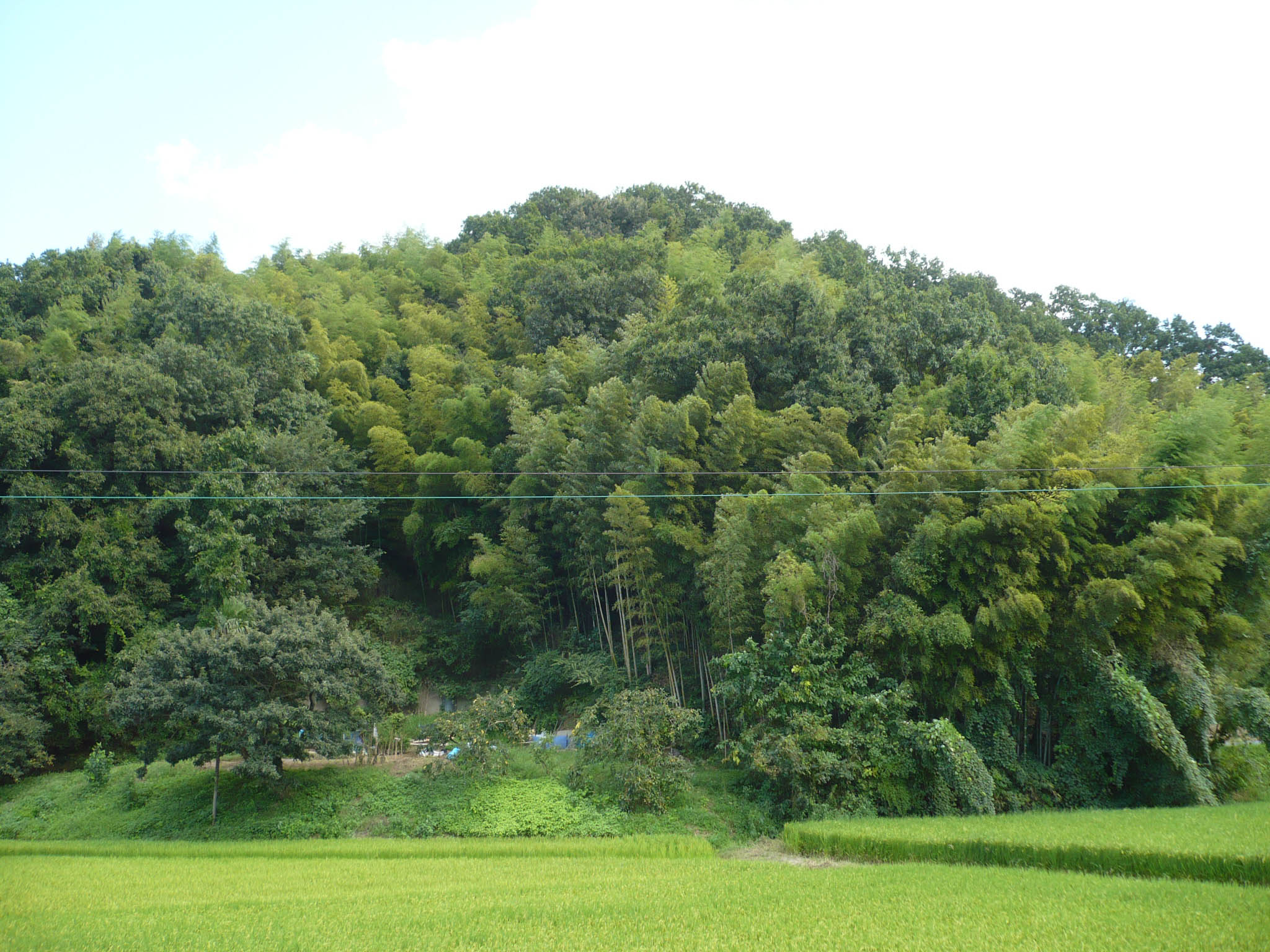
片岡城が築城していた城山

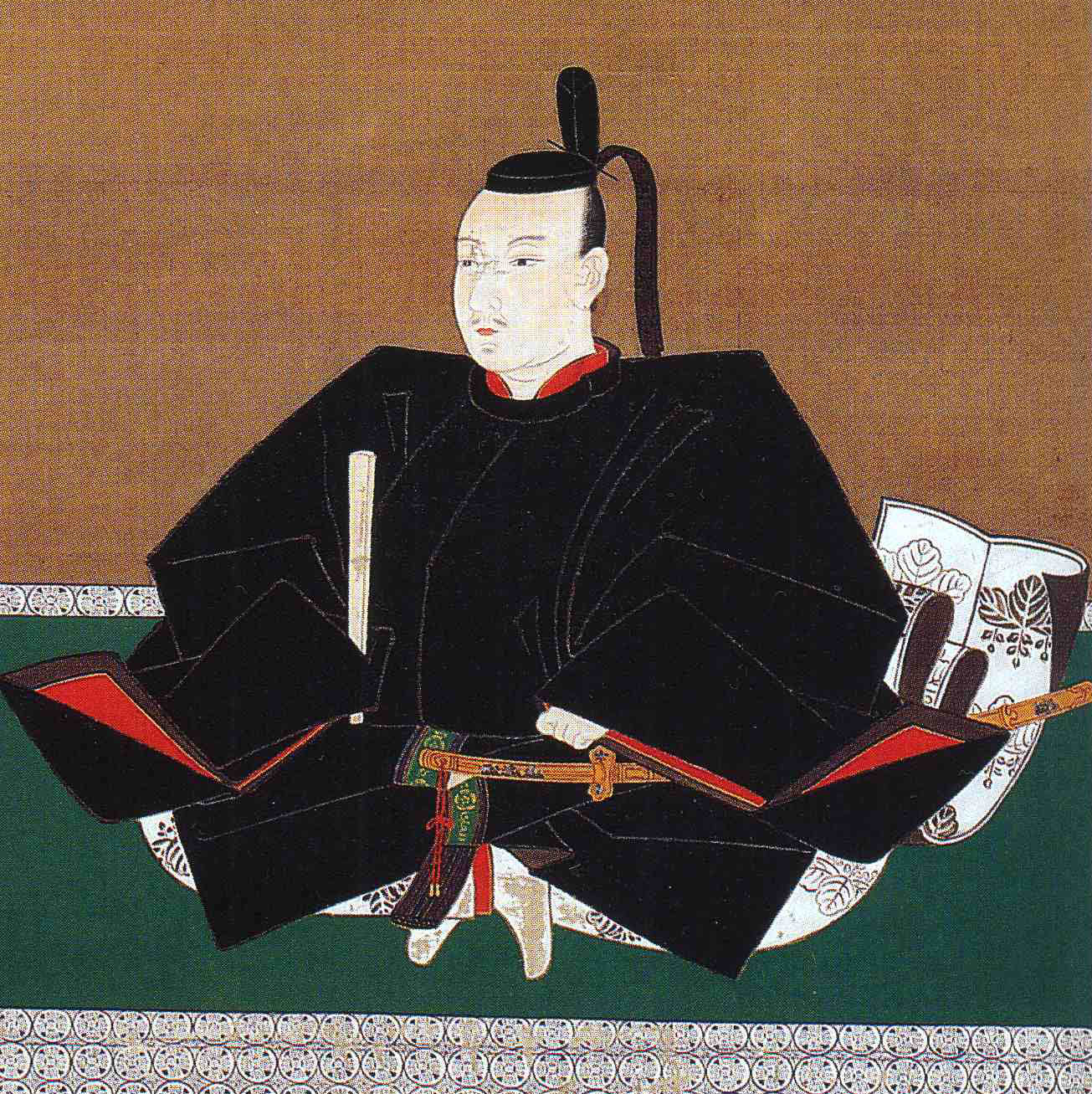
織田信忠画像

信長はこの時安土城におり謀反に驚いたのか、老功である久秀を惜しんだのか、堺の代官松井友閑を使者にたて信貴山城へ向かわせた。この時の様子は「何ようの仔細か、存分申上げ候へ、委細聞届けせれ、御裁許あるべきの由（ことの詳細についてどのようであるか、思うところをご説明されよ、一切をお耳に入れればお許しが出るでしょう）」(『織田軍記』)と記載されている。
2度まで裏切った久秀に対して異例の処置であったが、久秀は信長の説得を拒絶した。
これに憤慨した信長は同年9月後半ごろより筒井順慶、明智光秀、細川藤孝を出陣させ、法隆寺へ布陣、信貴山城の先軍とした。同年10月1日が織田軍は信貴山城の支城となっていた片岡城を約5千兵で攻城、これに対して松永軍は海老名勝正（友清）、森秀光（正友）らが率いる約1千兵で防御した。この時の戦いの状況を「片岡城今日セメキリ、エヒナ河人始テ七十ハカリ無残討死了」(『多聞院日記』)と記載されており、筒井隊にもかなりに戦死者が出たようだが、松永軍の武将である海老名、森を含む150余が討死、片岡城も落城してしまう。
この時信長に､同年9月23日手取川の戦いで勝利した上杉謙信であったが七尾城から進軍が止まった、との報告が同年10月3日に柴田勝家から直接安土城に入った。謙信がなぜ進軍を止めたのか諸説あるが、豪雪を恐れたのではないか、北条氏政が関東へ出軍し本国防衛のため等が言われている。信長は謙信はこれ以上進軍することはないと判断し、総大将に嫡男の織田信忠、佐久間信盛、羽柴秀吉、丹羽長秀など加賀に出陣していた部隊を信貴山城攻城の援軍として送り込んだ。この時の織田信長軍の総数は4万兵と言われている。一方、前回は武田信玄の死亡によって謀反は成功せず、今回も上杉謙信が動かなかったことにより、久秀は片岡城が落城した事と伴って窮地におちいる事になる。
翌10月4日、どちらが放った火なのかはよく解らないが、「信貴山ヒサ門堂燃え云々」(『多聞日記』)と記載されており、現在の朝護孫子寺の毘沙門堂が焼け落ちた。

## 戦いの状況
戦いは翌10月5日から開始された。4万の軍が一斉に攻城を開始したが、信貴山城は簡単には落城しなかった。この日の戦いを、久秀の武将飯田基次が率いる200余人が斬り出て、織田軍数百人が手負い、または討たれたとあるので松永軍の抵抗も必死であったと考えられる(『和州諸将軍伝』)。戦いは持久戦の様相を呈してきた。信長はこの日、久秀の質子（久通の息子で久秀の孫、当時12歳と13歳）を洛中引き回しの上、六条河原で斬首した。

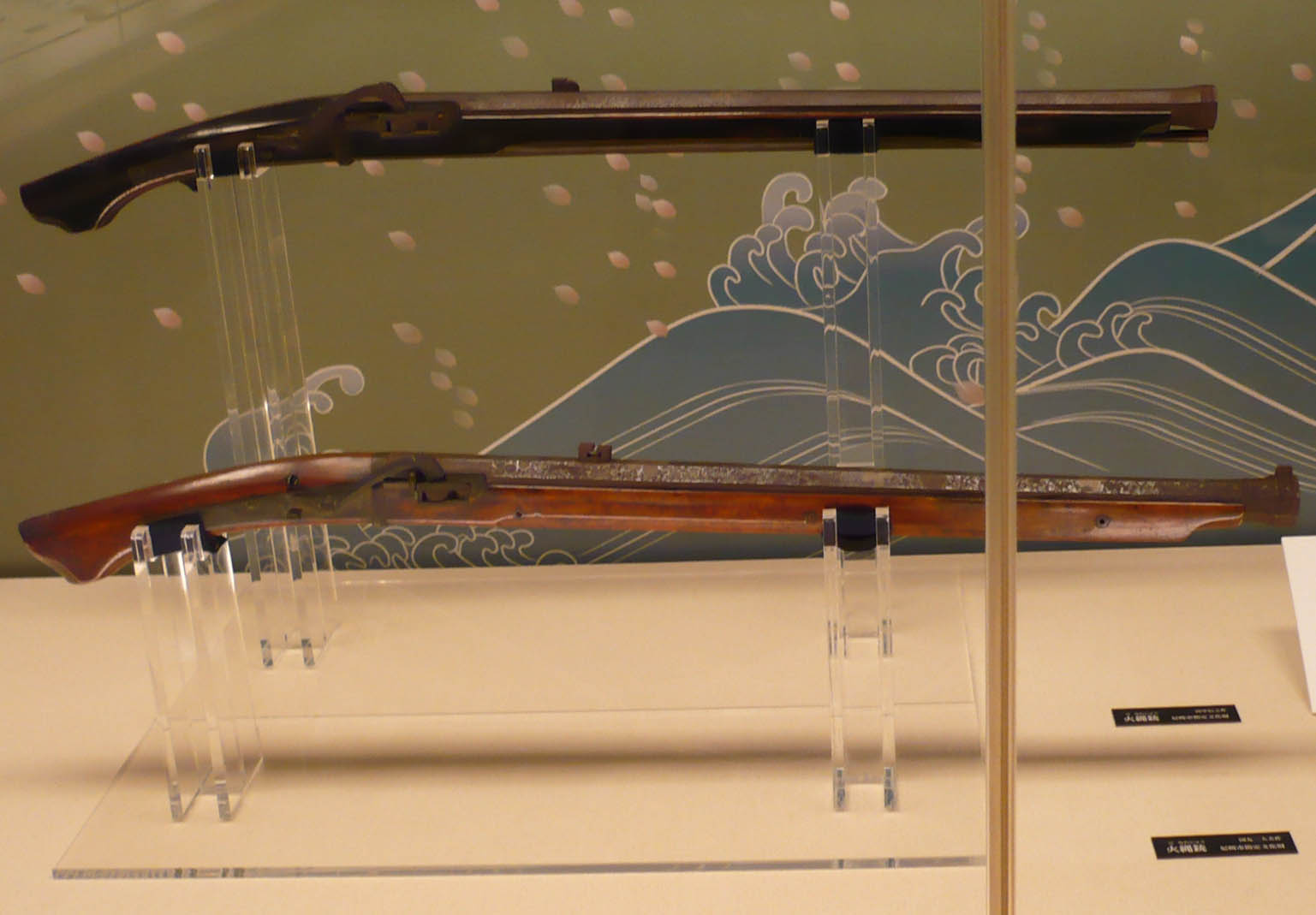
火縄銃

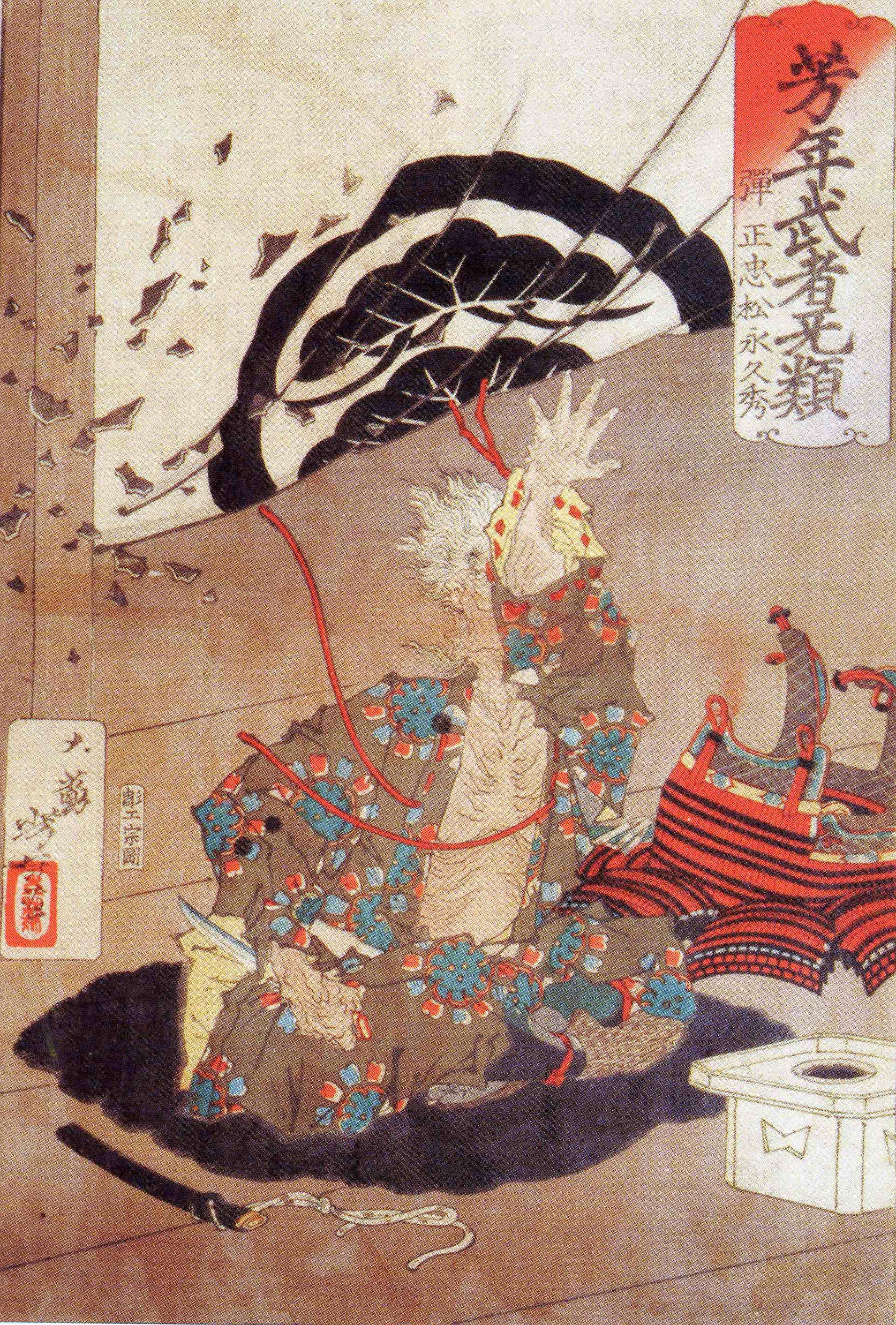
松永久秀画像/最後の切腹場面

10月5日の戦いでは勝利した松永軍ではあったが、織田軍との兵力差は圧倒的であったため、もう一つの密約の相手である顕如に至急援軍を要請することにし、その使者に森好久という人物を選んだ。森好久は10月7日信貴山城を出立、翌10月8日石山本願寺から加賀鉄砲衆200名を引き連れて信盛の兵に紛れて帰城し三の丸付近に配置した。森好久の報告によると、両三日中に毛利軍から更なる援軍が到着し、そのようになれば石山本願寺からも更なる援軍を差し向ける事が出来ると顕如が申していたといい、久秀は喜んだという。
しかしこの鉄砲衆200名が信貴山城落城のきっかけとなる。森好久は筒井順慶の元譜代で、順慶の居城筒井城が落城すると牢人となっていたが、その後久秀に仕官し、その才覚から落城直前には信頼を得ていたと思われている。しかし、好久は信貴山城を出立すると、そのまま順慶の部将松倉重信の陣所に駆け込み、信貴山城の内情を知らせた。順慶は好久に金子三十両を与え、虎の子の鉄砲衆200名を預け伏兵とするように命じたとされている(『和州諸将軍伝』)。
その後、｢夕六ツ過ヨリ信貴城猛火天二耀テ見了｣(『多聞院日記』)とあるので、翌10月9日の午後6時前後よりすでに戦闘は開始されていたと思われる。しかし、再び総がかりの攻城は翌10月10日明朝からで、織田信忠の許可を得て筒井順慶は前線に立ち攻撃した。これに対し松永軍は弓と鉄砲で抵抗、門からも討ってでたりし筒井隊は一度は押し返された。
そんな中、天守に近い三の丸付近から火の手が上がった。森好久が率いる鉄砲衆200名が反乱を起こしたので､これにより軍としての統率力は無くなったようである。
松永久秀・久通父子は自害した。久秀は68歳、久通は35歳であった。また安土城の天守のモデルとも言われている信貴山城の四層の天守櫓は、この時に炎上したと思われる。

## 戦後の影響
翌10月11日は火の手がくすぶる中、雨が降ってきたようで、東大寺大仏殿の戦いも10月10日、翌日も雨が降っていた、と記載されている(『多聞院日記』)。
手取川の戦いでは敗れた織田軍であったが、信貴山城の戦いの勝利で士気を高めたと思われている。この後羽柴秀吉は中国征討へ、明智光秀、細川藤孝は第二次丹波国征討に乗り出すことになる。

## 「爆死」の真偽
『兼見卿記』によると松永親子は切腹しまた放火した。『多聞院日記』では遺体が焼けたあとで首4つが安土城に送られている。
『大和志科』によると胴部分は達磨寺に葬られ、埋葬したのは筒井順慶と記載されている。

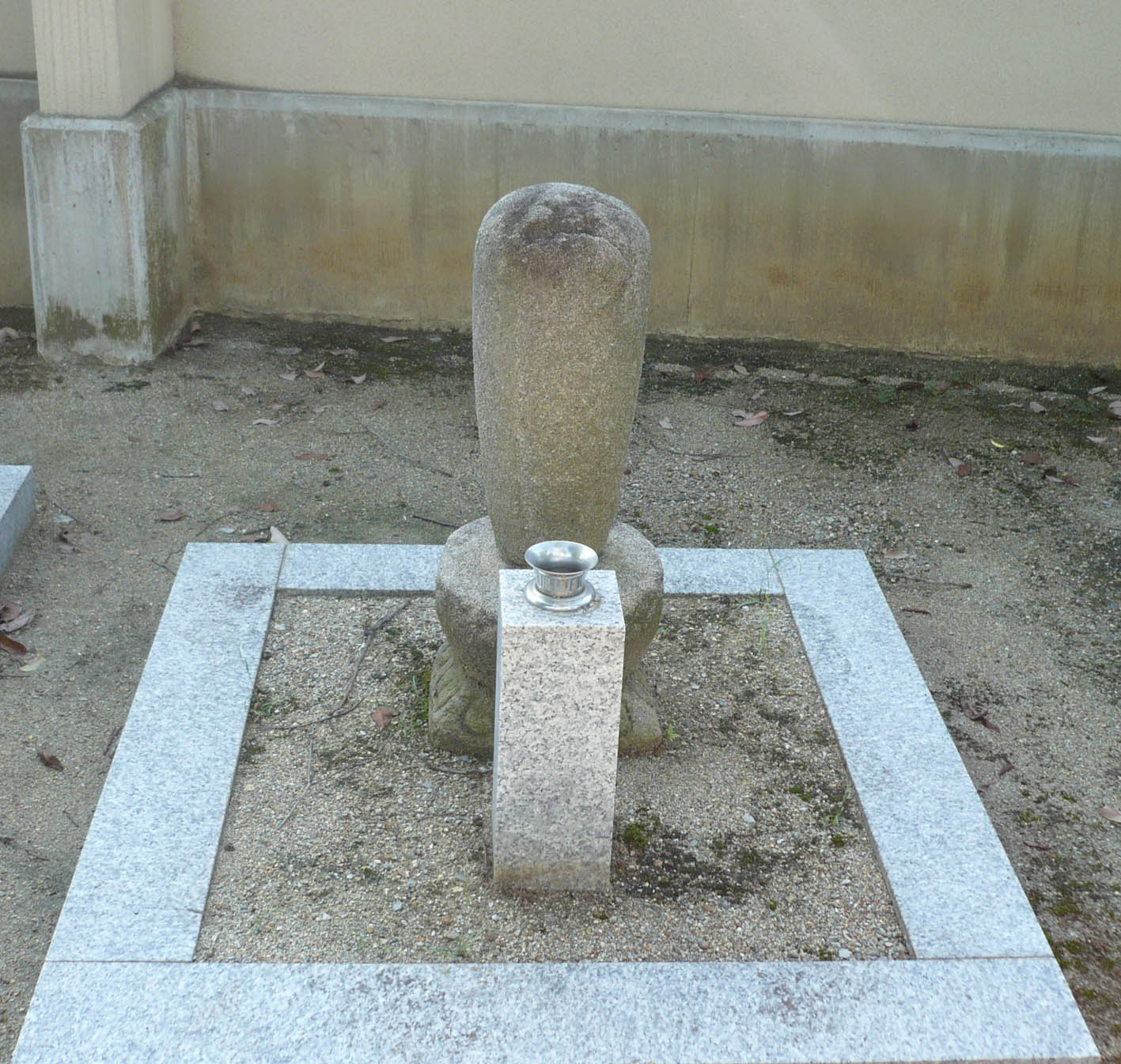
達磨寺にある松永久秀の墓

久秀が古天明平蜘蛛に与えた破壊は太田牛一が「うちくだき」と記し、川角三郎右衛門は坂本城落城後の人々の思い出話を収録して「鉄砲の薬にてやきわり、みじんにくだけければ」と記している。
久秀の最期を爆死だとする巷説として、昭和時代の歴史学者桑田忠親が著した一般向け歴史書内で確認でき、発表年順に
- 「自決」[2]
- 「自害」[3]
- 「切腹したのちに、自分の首を鎖で茶釜にくくりつけ、火薬でもって、木葉微塵に打ち砕かせた」[4]
- 「久秀は、天をあおいで嘆息し、天下の逸品「平蜘蛛」の茶釜を首につるし、火薬に点火して、茶釜もろとも自爆した」[5]

と表現が変わっており、切腹が自爆へと変化している。上記のように『川角太閤記』には、久秀の首と平蜘蛛が鉄砲の火薬によって微塵に砕けたことが記されている。おそらくこの逸話が徐々に盛り付けされて、久秀の爆死伝説が定着していったと思われる。
しかし、『多聞院日記』では久秀自害の翌日、安土城へ「首四ツ」が運ばれている。この首級に久秀のものが含まれているとするなら、久秀は火薬で砕け散ったという話とは矛盾が生じる。以上のことから松永氏の研究家天野忠幸は「平蜘蛛の釜や信貴山城と共に爆死したというのは、第二次世界大戦後に生まれた俗説である。」と結論付けている。

この戦いは筒井順慶の活躍が目ざましかった。地元であり、松永氏とは仇敵とも言える間柄であったという事もある。順慶は着陣以後何度か家臣達と戦評定を行っている。これは信長より守護を拝命し武人として先陣を承った以上、無為の日々を送っていては臆したことになり、なんとしても城を攻め落とす必要があったのではないかとされている。